# Yuzu

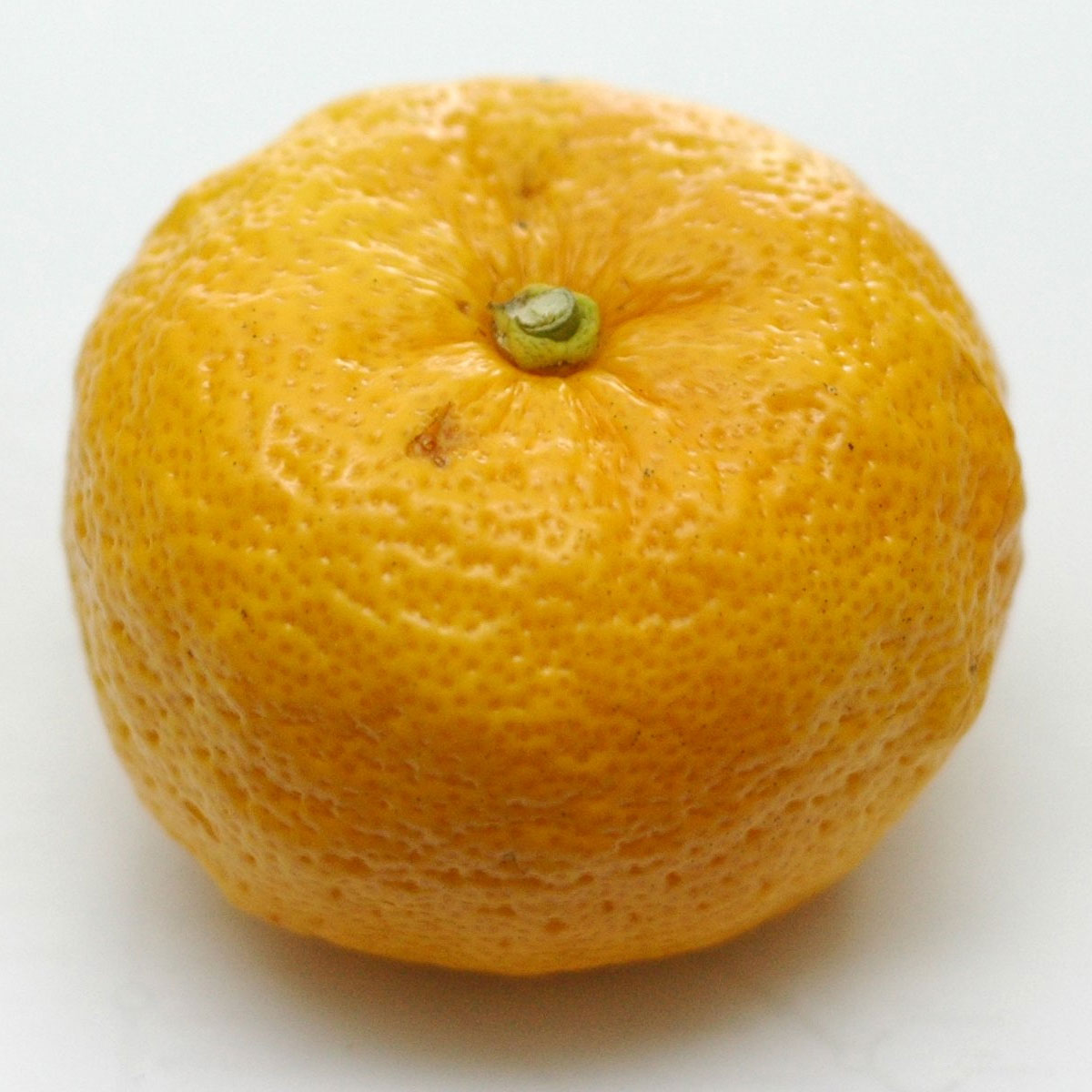
En yuzu.

Yuzu (Ciʹtrus × juʹnos) är hybrid mellan Citrus cavaleriei och småcitrus. Yuzu har klotrunda till svagt plattrunda, 5–10 cm stora citrusfrukter. Blommorna är vita och väldoftande, och ofta odlas yuzu som prydnadsträd mer än för frukternas skull. Yuzu odlas särskilt i Japan och Korea och hör till de allra härdigaste citrusfrukterna.
Fruktköttet är aromatiskt och en aning bittert. Det smakar som en blandning mellan grapefrukt och mandarin. Juice och skal används i te, sötsaker, grönsaksrätter, svamp, fisk, kyckling och nudelsoppor.